# Ковалёв, Григорий Николаевич
Григорий Николаевич Ковалев (23 января 1897, с. Большие Угоны, Курская губерния, Российская империя — 2 августа 1973, Москва, СССР) — генерал-лейтенант танковых войск (07.06.1943), член-корреспондент Академии артиллерийских наук (14.04.1947),   кандидат технических наук (1938),  профессор (1940).

## Биография
С 1908 года работал на поденной работе батраком в имении помещика. С 1909 года -рабочий сахарного завода в селе Пены ныне Льговского района Курской области. С 1914 года - шахтер шахты № 5 на станции Горловка в Донбассе. С 1915 года - плотник на постройке моста через реку Днепр в г. Черкассы. С мая 1916 года в Российской императорской армии - пулеметчик 2-го пулеметного полка, а затем 89-й отдельной пулеметной команды «Кольта». С января 1918 года работал добровольно уполномоченным по ликвидации земской управы и передаче власти Советам в селе Большие Угоны ныне Льговского района Курской области. 
В Красной армии с апреля 1918 года: волостной военный комиссар села Большие Угоны. С июня 1919 года - курсант 5-х командных курсов в Киеве. В мае-сентябре 1919 года участвовал в боях против банд Петлюры. С сентября 1919 года - курсант Московских командных курсов тяжелой артиллерии. С сентября 1920 года -курсант Детскосельских командных курсов тяжелой артиллерии, Петроградский военный округ. С апреля 1921 года служил в Севастопольской морской крепости: командир взвода 13-й батареи, с июля 1921 года - помощник командира 13-й батареи; с октября 1921 года - командир 10-й батареи; с декабря 1921 года -командир 3-й батареи; с декабря 1923 года - командир дивизиона. С октября 1924 года - слушатель Артиллерийских курсов усовершенствования командного состава, Ленинградский военный округ. С октября 1925 года - командир-комиссар 3-й группы береговых батарей Севастопольской морской крепости. С ноября 1926 года - помощник начальника Северо-западного района береговой обороны Черного моря в Одессе. 
1 октября 1927 года зачислен слушателем Артиллерийских курсов усовершенствования командного состава, а затем Военно-Технической академии РККА. 18 июня 1931 года окончил факультет механизации и моторизации по 1-му разряду со званием военного инженера-автобронетанкиста и присвоением служебной категории К-10 и назначением начальником Научно-технического сектора механизации и моторизации Военно-Технической академии РККА имени Ф. Э. Дзержинского. 
С июня 1932 года в Военной академии механизации и моторизации РККА: адъюнкт; с ноября 1935 года преподаватель; с марта 1938 года - исполняющий должность профессора кафедры бронеавтомобилей, с ноября 1938 года - заместитель начальника академии по научной и учебной работе. В октябре 1939 года - феврале 1947 года - начальник Военной академии механизации и моторизации РККА им. И. В. Сталина. Во время обороны Москвы занимал должность начальника оборонительного сектора. В мае-июле 1942 года стажировался в действующей армии на должности заместителя командующего 5-й танковой армии. С марта 1947 года - начальник отдела механической тяги - начальник лаборатории конструирования и расчета (9-го отдела), с декабря 1950 года - начальник 6-го отдела НИИ-3 Академии артиллерийских наук.  
В ноябре 1956 года - июле 1958 года - военный советник Народно-освободительной армии Китая, заместитель начальника академии по научно-учебной работе, он же советник начальника учебного отдела Военной инженерно-технической академии Народно-освободительной армии Китая. С июля 1958 года - в распоряжении Управления кадров Сухопутных войск. С февраля 1959 года - в запасе. 

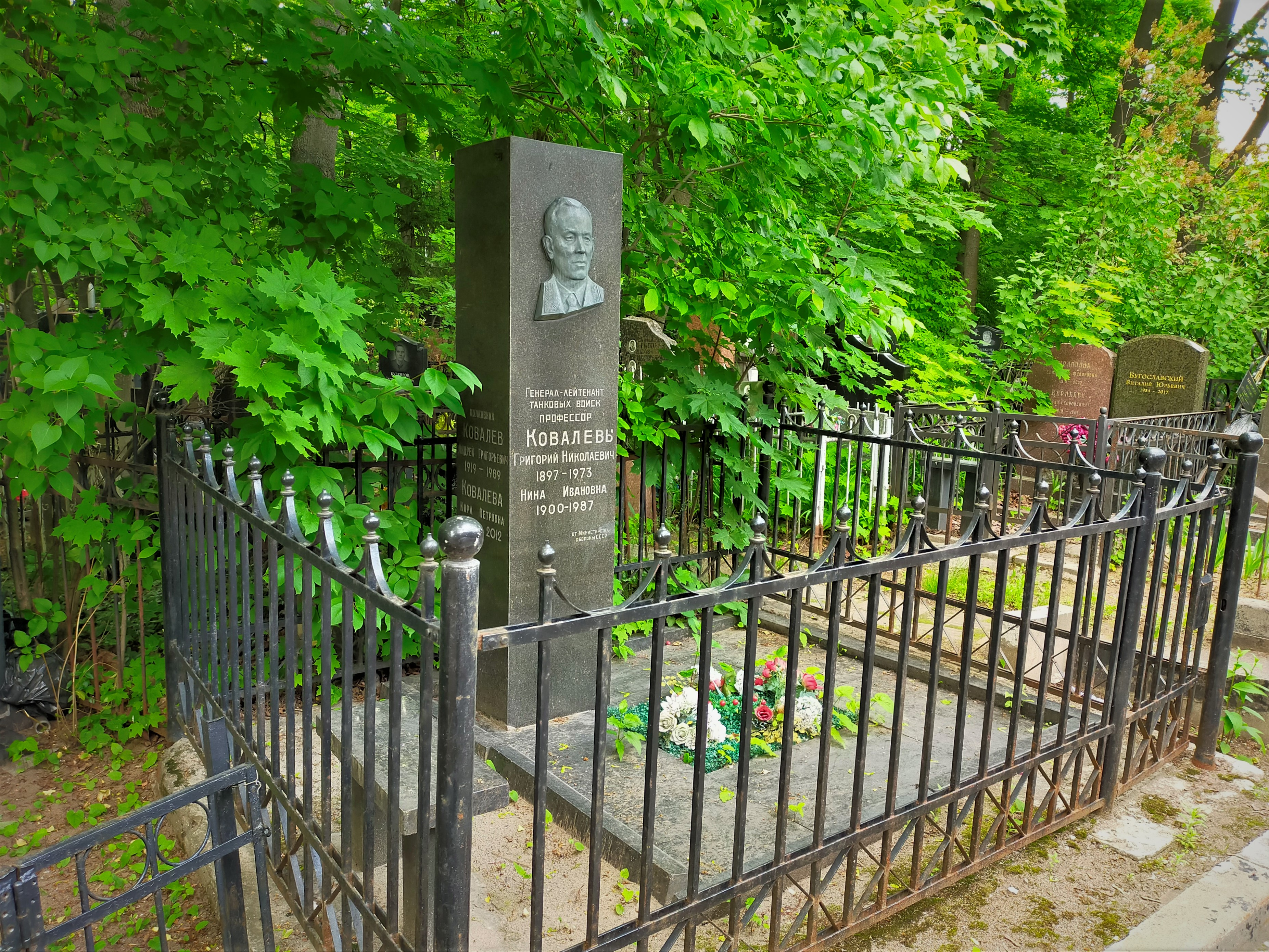
Могила Г. Н. Ковалёва на Введенском кладбище

Специалист в области теории построения и боевого использования автомобильных и танковых войск, автомобильных конструкций. Автор более 30 научных трудов по вопросам эксплуатации автомобильной техники. Кандидатскую диссертацию защитил по теме «Вопросы плавания тел неправильной формы». Наиболее известны работы «Стабилизация управляемых колес автомобиля» (1940 г., 52 с.), «Методика проведения испытания моделей плавающих бронеавтомобилей» (1942 г.), «Конструкция винтового дифференциала автомобиля и его автоматическая блокировка». 
Похоронен в Москве на Введенском кладбище (19 уч.).

## Награды
СССР
- орден Ленина (06.08.1944[3],    21.02.1945[4][5])
- два ордена Красного Знамени (03.11.1944[6][5], 24.06.1948[7][5])
- два ордена Красной Звезды (22.02.1941[7],  28.10.1967[8]) 
  - медали в том числе:
  - «XX лет Рабоче-Крестьянской Красной Армии» (1938)[7]
  - «За оборону Москвы» (1944)[7]
  - «За победу над Германией в Великой Отечественной войне 1941—1945 гг.» (1945)[7]

Других государств
 ПНР:
- орден Крест Грюнвальда III степени (21.05.1946)

 Югославия:
- орден Партизанской звезды I степени

## Труды
- Механическая тяга артиллерии в Великой Отечественной войне // Труды Академии артиллерийских наук. 1953. Том IV. С. 3-94;
- Метод определения коэффициентов поверхностной само- и гетеродиффузии в кристаллических телах // Физика металлов и металловедение. Т. 10. Вып. 1. 1960. С. 47-57 (соавторы Гегузин Я. Е., Ратнер А. М.).